# Rottelsheim
Rottelsheim is een gemeente in het Franse departement Bas-Rhin (regio Grand Est) en telt 292 inwoners (1999). De gemeente behoort tot het kanton Brumath en het arrondissement Haguenau-Wissembourg.

## Geografie
De oppervlakte van Rottelsheim bedraagt 2,4 km², de bevolkingsdichtheid is 121,7 inwoners per km².
De onderstaande kaart toont de ligging van Rottelsheim met de belangrijkste infrastructuur en aangrenzende gemeenten.

## Demografie
Onderstaande figuur toont het verloop van het inwonertal (bron: INSEE-tellingen).